# Nymyrtjärnen (Ströms socken, Jämtland, 707132-149490)
Nymyrtjärnen är en sjö i Strömsunds kommun i Jämtland och ingår i Ångermanälvens huvudavrinningsområde.